# Francisco Franco y Pedrosa
Francisco Franco y Pedrosa (* Madrid, - † Lima, 17 de marzo de 1597), fue un médico español que ocupó altos cargos profesionales y académicos en el Virreinato del Perú. Rector de la Universidad de San Marcos.

## Biografía
Sus padres fueron Bartolomé Franco y Beatriz de Pedrosa. Posible pariente de su homónimo, el célebre Francisco Franco, también médico. Hizo sus estudios en la Universidad de Montpellier, donde pudo practicar la disección en los cadáveres de los condenados a muerte y obtuvo además el grado de Licenciado en Medicina.
De retorno a España, contrajo matrimonio con la también madrileña Luisa Ordóñez, obteniendo permiso para pasar al Perú junto con su familia (1563). Se estableció en Lima, donde la Universidad le reconoció la licenciatura y optó el grado de Doctor en Medicina, siendo incorporado al claustro sanmarquino como Maestro en Artes. Asimismo, el Cabildo de Lima le reconoció una asignación como médico del Hospital Real de San Andrés o de Españoles (1566), donde ofreció sus lecciones de Anatomía y Cirugía.
Junto a los doctores Gaspar de Meneses y Antonio Sánchez Renedo, propició la agrupación de los graduados en universidades hispanas residentes en Lima para desvincular a la Universidad de Lima de la tutela dominica (1570), participando en la redacción de constituciones que le dieron carácter laico, por especial encargo del virrey Francisco de Toledo (1571). Debido a su iniciativa, el claustro aprobó la iniciación de estudios médicos (1576). Finalmente, fue elegido rector universitario (1586).
En su tiempo, fue el médico de mayor prestigio, siendo sus servicios requeridos en distantes ciudades. Sirvió además, al Tribunal del Santo Oficio. Estudió los efectos terapéuticos de la herbolaria indígena.
| Predecesor: Juan de la Roca y de la Cuadra | Rector de la Universidad de San Marcos 1586 - 1587 | Sucesor: Antonio de Molina |